# Marpissa kalighatensis
Marpissa kalighatensis är en spindelart som beskrevs av Biswas, Biswas 1992. Marpissa kalighatensis ingår i släktet Marpissa och familjen hoppspindlar. Inga underarter finns listade i Catalogue of Life.